# Hermann Siedentop
Hermann Siedentop (* 21. November 1864 in Braunschweig; † 27. September 1943 ebenda; vollständiger Name Hermann Friedrich Karl Siedentop) war ein deutscher Bildhauer und Lehrer an der Kunstgewerbeschule Braunschweig.

## Leben
Hermann Siedentop war der Sohn des Metalldrehers und späteren Bahnhofsarbeiters Friedrich August Christian Siedentop und der Johanna Maria Henriette Caroline Siedentop geb. Kester. Nach dem Besuch einer örtlichen Schule absolvierte Siedentop seine Ausbildung unter anderem bei dem in Braunschweig tätigen Bildhauer Carl Friedrich Echtermeier und bei dem mit diesem in Geschäftsbeziehung stehenden Architekten Constantin Uhde. Echtermeier und Uhde lehrten auch am Collegium Carolinum. Im Anschluss daran begab sich Siedentop ins Rheinland, wo er sich in Köln und Düsseldorf betätigte. Nach Braunschweig zurückgekehrt, wurde er dort Lehrer an der Kunstgewerbeschule, deren Klasse für Bildhauerei er zuletzt als Gewerbeoberlehrer leitete.

### Familie
Der Protestant Hermann Siedentop heiratete am 7. August 1888 in Köln die Katholikin Elisabeth Elise Petronella Hubertine Erdle (* 7. September 1865 in Köln; † 27. September 1943 in Braunschweig). Sie war eine Tochter des Stuckateurs Rainer Erdle und der Therese Erdle geb. Hamm. Hermann und Elise Siedentop wurden am 27. September 1943 Opfer des vierten großen Luftangriffs auf Braunschweig, als ihr Haus in der Zimmerstraße 16 um 23 Uhr getroffen wurde und ausbrannte.

## Werke in Braunschweig (Auswahl)

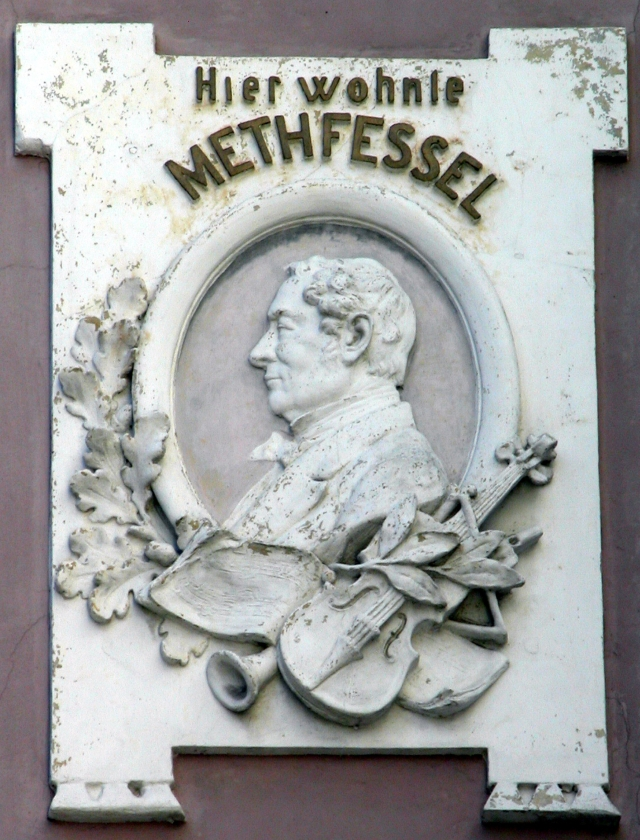
Reliefporträt Albert Methfessel

- 1898: Reliefporträt von Albert Methfessel, Am Magnitor 7[2]
- 1891: Porträtbüste des Schriftstellers Wilhelm Raabe[2]
- 1902: Reliefschmuck der Brücke an der Bammelsburger Straße[2]
- 1906: figürlicher Schmuck am (früheren) Haupteingang des Städtischen Museums[2]
- 1907: vier Soldaten-Statuen für die Fallersleber-Tor-Brücke (während des Zweiten Weltkriegs eingeschmolzen)[2][6]
- 1914: Denkmal für den Komponisten Heinrich Werner auf dem Brüdernfriedhof[2][7]
- 1930: Bronzeplakette zur Erinnerung an den Braunschweiger Buchdrucker Julius Krampe[8]

Neben weiteren Porträtbüsten (unter anderem von Adolf Hitler), Reiterstatuen und Kriegerdenkmälern schuf Siedentop in Braunschweig noch die Kindergruppe mit dem Stadtwappen an der Realschule am heutigen John-F.-Kennedy-Platz.